# 天津铁厂第二中学
天津铁厂第二中学，简称天铁二中，位于河北省邯郸市涉县境内但行政隶属于天津市河东区的天津铁厂街道的飞地内，原隶属于天铁集团，2017年4月转隶属于天津市河东区天铁教育中心。天铁二中前身是天津铁厂第一中学高中部，1986年独立拆分并建立天津铁厂第二中学。目前，天铁二中是天津市市级重点中学。

## 历史沿革
1969年，经国务院、中央军委批准，天津市在涉县秘密建立钢铁厂，为天津第一家钢铁厂。在计划经济体制下，天津铁厂举办了天津铁厂第一中学。1978年，由于高考制度恢复，天津铁厂在仅举办初级中学教育的天津铁厂第一中学校内成立了高中部。1986年，天铁一中高中部独立拆分并建立天津铁厂第二中学。2001年，天铁二中被天津市教育委员会确定为区县级重点中学。2012年，天铁二中启动天津市市级重点中学的申报工作，天铁冶金集团投入专项资金更新天铁二中部分教学设施。2013年4月16日，天铁二中成功申报评选成为天津市市级重点中学。
2016年6月30日，河东区与天铁集团正式签订办社会职能剥离移交协议，天津天铁冶金集团将计划经济体制下遗留的医疗、教育等全部社会职能剥离转移至天津市河东区对应机构部门，天津铁厂第二中学等学校作为由天津天铁冶金集团举办的教育机构将一并移交。2017年4月，承接天津天铁冶金集团社会职能的天津市河东区人民政府天津铁厂街道办事处和天津市河东区天铁教育中心成立，天津铁厂二中转隶属于天津市河东区天铁教育中心。